# Aliabad, Hunza
Aliabad (Tiếng Burushaski/Urdu: علی آباد ) là tên của một trung tâm hành chính, thương mại của tỉnh Hunza của một thực thể chính trị của bang Kashmir tên là Gilgit-Baltistan do Pakistan kiểm soát (trước đây là ở trong bang Hunza, khu vực phía bắc của Pakistan). Dân địa phương của thị trấn này sử dụng tiếng Burushaski làm ngôn ngữ chung.

## Vị trí
Vị trí của thị trấn này tương đối rộng lớn ở trong thung lũng Hunza, góc phía bắc của dãy núi Karakoram, nằm chính giữa hai nhánh của sông Hunza. Vào tháng 5 năm 2010, chính phủ chính thức cảnh báo rằng vùng gần hồ Attabad bị phong tỏa do ngập lụt. Tương tự như hầu hết các khu vực của Hunza–Nagar, Aliabad nằm trên xa lộ Karakoram.

## Khí hậu
Cả năm ở Aliabad hầu như là không có mưa, do đó khí hậu của nơi này là kiểu khí hậu sa mạc lạnh. Nhiệt độ bình thường của vùng này là 11.0 °C cũng như lượng mưa hằng năm là 125 mm. Tháng 11 là tháng khô hạn nhất do  lượng chỉ có 2 mm. Trong khi tháng 5 được xem là tháng có lượng mưa cao nhất, với lượng mưa là 29 mm.
Tháng 7 là tháng có nhiệt độ cao nhất với nhiệt độ là 30.2 °C, còn tháng lạnh nhất là tháng 1, với nhiệt độ 1.4 °C.
| Dữ liệu khí hậu của Aliabad       | Dữ liệu khí hậu của Aliabad | Dữ liệu khí hậu của Aliabad | Dữ liệu khí hậu của Aliabad | Dữ liệu khí hậu của Aliabad | Dữ liệu khí hậu của Aliabad | Dữ liệu khí hậu của Aliabad | Dữ liệu khí hậu của Aliabad | Dữ liệu khí hậu của Aliabad | Dữ liệu khí hậu của Aliabad | Dữ liệu khí hậu của Aliabad | Dữ liệu khí hậu của Aliabad | Dữ liệu khí hậu của Aliabad | Dữ liệu khí hậu của Aliabad |
| Tháng                             | 1                           | 2                           | 3                           | 4                           | 5                           | 6                           | 7                           | 8                           | 9                           | 10                          | 11                          | 12                          | Năm                         |
| --------------------------------- | --------------------------- | --------------------------- | --------------------------- | --------------------------- | --------------------------- | --------------------------- | --------------------------- | --------------------------- | --------------------------- | --------------------------- | --------------------------- | --------------------------- | --------------------------- |
| Trung bình ngày tối đa °C (°F)    | 1.4 (34.5)                  | 4.2 (39.6)                  | 10.1 (50.2)                 | 16.8 (62.2)                 | 21.9 (71.4)                 | 27.4 (81.3)                 | 30.2 (86.4)                 | 29.6 (85.3)                 | 24.6 (76.3)                 | 18.1 (64.6)                 | 11.2 (52.2)                 | 4.0 (39.2)                  | 16.6 (61.9)                 |
| Trung bình ngày °C (°F)           | −3.0 (26.6)                 | −0.5 (31.1)                 | 5.3 (41.5)                  | 11.4 (52.5)                 | 15.8 (60.4)                 | 20.8 (69.4)                 | 23.6 (74.5)                 | 23.2 (73.8)                 | 18.3 (64.9)                 | 11.8 (53.2)                 | 5.5 (41.9)                  | −0.3 (31.5)                 | 11.0 (51.8)                 |
| Tối thiểu trung bình ngày °C (°F) | −7.3 (18.9)                 | −5.2 (22.6)                 | 0.5 (32.9)                  | 6.0 (42.8)                  | 9.7 (49.5)                  | 14.2 (57.6)                 | 17.0 (62.6)                 | 16.8 (62.2)                 | 12.0 (53.6)                 | 5.6 (42.1)                  | −0.1 (31.8)                 | −4.6 (23.7)                 | 5.4 (41.7)                  |
| Nguồn: Climate-Data.org           |                             |                             |                             |                             |                             |                             |                             |                             |                             |                             |                             |                             |                             |

## Các vùng lân cận
Về phía tây thì có làng Hassanabad ở Pakistan là gần nhất, những khu vực xa hơn là làng Nasirabad, làng Sikandarabad,làng Khizerabad cùng 2 thị trấn là Hussainabad và Jafarabad
Về phía đông thì có pháo đài Baltit ở Karimabad, pháo đài Altit ở Altit, làng Ganish và làng Hyderabad. Xa hơn thì có một ngôi làng nhỏ tên là Ahmedabad.
Về phía nam thì có làng Murtazaabad và thung lũng Nagar.